# Giorgi Meszwildiszwili
Giorgi Meszwildiszwili (gruz. გიორგი მეშვილდიშვილი; ur. 13 maja 1992) – gruziński, a od 2023 roku azerski zapaśnik startujący w stylu wolnym, a także zapaśnik sumo. Brązowy medalista olimpijski z Paryża 2024 w kategorii 125 kg. Zajął trzynaste miejsce na mistrzostwach świata w 2023 roku. 
Złoty medalista mistrzostw Europy w 2025; brązowy w 2023 i 2024. Wicemistrz Europy U-23 w 2015 roku.